# Neznaïka
Neznaïka ou Neznayka (en russe : Незнайка, qu'on peut traduire comme Ignoramus), est un personnage de la littérature enfantine, héros d'histoires de l’écrivain soviétique Nikolaï Nossov,. Il s'agit d'un garçon de très petite taille dont l'apparence est inspirée par celle des brownies de l'auteur et illustrateur canadien Palmer Cox. 

## Histoire
La trilogie de Neznaïka comprend Les Aventures de Neznaïka et ses amis, Neznaïka dans la ville du Soleil et Neznaïka sur la Lune, qui sera complété par Vintik, Chpountik et l'Aspirateur. Ces histoires paraissent d'abord dans le mensuel pour enfants Barvinok (ru) (qui signifie Pervenche en français), en russe et en ukrainien, en 1953-1954. Elles seront ensuite publiées par les éditions Detskaïa Literatoura (DETGIZ). Deux premiers volets sont illustrés par Mikhaïl Laptev (ru) et le troisième par le caricaturiste du journal Krokodil Heinrich Walk (ru). Elles sont également portées à l'écran dès 1959, dans une série de dessins animés des studios Soyuzmultfilm.

## Description
Neznaïka est un petit garçon de la taille d'un cornichon, comme c'est le cas de tous les autres habitants de la Ville Fleurie. Il a une grosse tête et un petit nez. Il aime les couleurs vives et porte un chapeau bleu à larges bords, un pantalon canari, chemise orange et cravate verte. Il prend les leçons de piano et de peinture et essaye également de conduire un véhicule, mais ces entreprises tournent en catastrophe à cause de son impatience. Par ailleurs, ses principaux traits de caractère sont la vantardise, l'ignorance, l'audace et l'ingéniosité. Son personnage n'est pas sans rappeler celui de Khlestakov de Nicolas Gogol.

## Contes traditionnels
Neznaïko (même sens) est le titre d'un conte-type russe traditionnel (SUS 532), dont deux versions, assorties de variantes, figurent dans les Contes populaires russes d'Alexandre Afanassiev (165a / 295 et 165b / 296). Le héros y est ainsi surnommé parce qu'à toutes les questions, il répond « Je ne sais pas ». Il existe un conte breton intitulé N’oun-Doaré (même sens).